# Leslie Law
Leslie Law (ur. 5 maja 1965) – brytyjski jeździec sportowy. Trzykrotny medalista olimpijski.
Specjalizował się we Wszechstronnym Konkursie Konia Wierzchowego. Brał udział w dwóch igrzyskach (IO 2000, IO 2004), na obu zdobywał medale. Wywalczył dwa srebrne medale w drużynie, a w Atenach osiągnął największy sukces w karierze, sięgając po złoto. Startował na koniu Shear L’Eau. Był także m.in. mistrzem świata w drużynie (2006) oraz medalistą mistrzostw Europy i Holandii. Był medalistą mistrzostw świata (brąz w drużynie) i Europy (złoto w drużynie w 2001 i 2003).